# تجارتخانه میتسویی

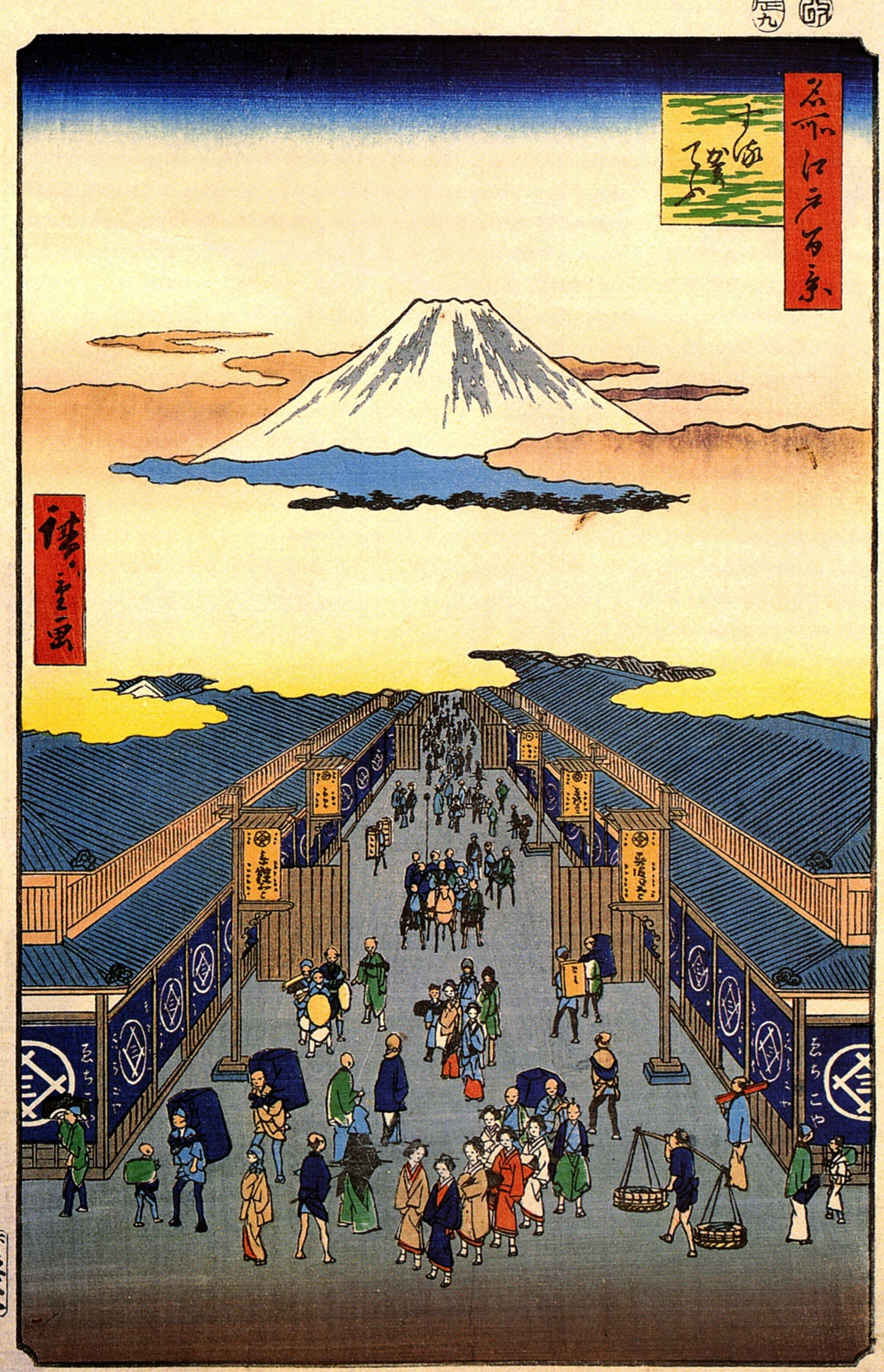
یکی از صد منظره مشهور ادو که تابلوی تجارتخانه میتسویی در خیابان سوروگا در آن به تصویر کشیده شده است.

تجارتخانه میتسویی، گروه مالی میتسویی (به ژاپنی: 三井財閥) مبدأ فروشگاه میتسوکوشی و بانک میتسویی یکی از سه گروه مالی بزرگ در ژاپن بوده‌است.
تجارتخانه میتسویی اولین فعالیت خود را در سال ۱۶۷۳ انجام داد، زمانی که میتسویی تاکاتوشی (۱۶۲۲–۱۶۹۴)، پسر یک کارخانه دار ساکی، اچیگو-یا را راه اندازی کرد، یک فروشگاه بزرگ کالای خشک در هر دو شهر ادو و کیوتو. با موفقیت بسیار، تاکاتوشی خدمات خود را به وام‌دهی و مبادله گسترش داد.